# Hôtel Wort
L'hôtel Wort (en anglais : The Wort Hotel) est un hôtel américain situé à Jackson, dans le Wyoming. Cet établissement est inscrit au Registre national des lieux historiques depuis le 9 décembre 1999. Il est membre des Historic Hotels of America depuis 2002 et des Historic Hotels Worldwide depuis 2017.